# Iwan Nikolajewitsch Artejew
Iwan Nikolajewitsch Artejew (russisch Иван Николаевич Артеев, wiss. Transliteration Ivan Nikolaevič Arteev; * 24. März 1977) ist ein ehemaliger russischer Skilangläufer.

## Werdegang
Artejew nimmt seit 2001 an Wettbewerben der Fédération Internationale de Ski teil. Sein erstes von bisher neun Weltcuprennen absolvierte er im Januar 2003 in Kavgolovo, welches er auf dem 17. Platz über 10 km Freistil beendete und damit auch seine ersten Weltcuppunkte holte. Bei den Olympischen Winterspielen 2006 in Pragelato errang er den 51. Platz im 30 km Skiathlon und den 34. Rang über 15 km klassisch. Im Januar 2007 erreichte er in Rybinsk mit dem achten Rang im 30-km-Massenstartrennen seine bisher beste Platzierung bei einem Weltcuprennen. Seit der Saison 2007/08 tritt er vorwiegend beim Eastern Europe Cup an. Dabei gewann er bisher vier Rennen und errang in der Saison 2009/10 den vierten Platz in der Gesamtwertung. Bei den russischen Meisterschaften 2009 in Rybinsk gewann er im 50-km-Massenstartrennen. Bei den nordischen Skiweltmeisterschaften 2009 in Liberec kam er auf den 52. Rang im Skiathlon und den 35. Platz im 50-km-Massenstartrennen.

## Siege bei Continental-Cup-Rennen
| Nr. | Datum            | Ort       | Disziplin       | Serie              |
| --- | ---------------- | --------- | --------------- | ------------------ |
| 1.  | 20. Februar 2008 | Rybinsk   | 30 km Freistil  | Eastern Europe Cup |
| 2.  | 21. Februar 2010 | Rybinsk   | 20 km Skiathlon | Eastern Europe Cup |
| 3.  | 27. Februar 2013 | Syktywkar | 30 km Freistil  | Eastern Europe Cup |
| 4.  | 25. Februar 2016 | Syktywkar | 15 km Freistil  | Eastern Europe Cup |